# Arquidiocese de Davao

A Arquidiocese de Davao (Archidiœcesis Davaensis) é uma circunscrição eclesiástica da Igreja Católica situada em Cidade Dávao, Filipinas. Seu atual arcebispo é Romulo Geolina Valles. Sua Sé é a Catedral de São Pedro de Davao.
Possui 39 paróquias servidas por 162 padres, abrangendo uma população de 1 816 529 habitantes, com 82,5% da dessa população jurisdicionada batizada (1 498 149 católicos).

## História
A Prelazia Territorial de Davao foi erigida em 17 de dezembro de 1949 com a bula Satius haud dubie do Papa Pio XII, recebendo o território da diocese de Zamboanga (atualmente uma arquidiocese).
No início sufragânea da arquidiocese de Cebu, em 29 de junho de 1951 passou a fazer parte da província eclesiástica da arquidiocese de Cagayan de Oro.
Em 11 de julho de 1966, a prelazia territorial foi elevada a diocese com a bula Catholicas res magna do Papa Paulo VI.
Em 29 de junho de 1970, a diocese foi elevada à categoria de arquidiocese metropolitana com a bula Sanctæ Ecclesiæ utilitatibus do mesmo Papa Paulo VI.
Em 5 de novembro de 1979, cedeu parte de seu território em benefício da ereção da Diocese de Digos.

## Prelados
|                       | Nome                                 | Período     | Notas                                |
| Arcebispos            | Arcebispos                           | Arcebispos  | Arcebispos                           |
| --------------------- | ------------------------------------ | ----------- | ------------------------------------ |
| 4º                    | Romulo Geolina Valles                | 2012-       | Atual                                |
| 3º                    | Fernando Robles Capalla †            | 1996-2012   |                                      |
| 2º                    | Antonio Lloren Mabutas †             | 1972-1996   |                                      |
| 1º                    | Clovis Thibauld (Thibault), P.M.E. † | 1970 - 1972 |                                      |
| Arcebispos-coajutores |                                      |             |                                      |
|                       | Fernando Robles Capalla †            | 1994-1996   |                                      |
|                       | Antonio Lloren Mabutas †             | 1970-1972   |                                      |
| Bispos Auxiliares     |                                      |             |                                      |
|                       | George Beluso Rimando                | 2006-       | Atual                                |
|                       | Guillermo Dela Vega Afable           | 2001-2002   | Nomeado Bispo coadjutor de Digos     |
|                       | Alfredo Banluta Baquial              | 1988-1993   |                                      |
|                       | Juan de Dios Mataflorida Pueblos     | 1985-1987   | Nomeado Bispo de Kidapawan           |
|                       | Patricio Hacbang Alo                 | 1981-1984   | Nomeado Bispo de Tagum               |
|                       | Generoso Cambronero Camiña, P.M.E.   | 1978-1979   | Nomeado Bispo de Digos               |
|                       | Pedro Rosales Dean                   | 1977-1980   | Nomeado Bispo de Mati                |
| Bispos                |                                      |             |                                      |
| 1º                    | Clovis Thibauld (Thibault), P.M.E. † | 1954 - 1970 |                                      |
| Bispo coadjutor       |                                      |             |                                      |
|                       | Juan Nicolasora Nilmar               | 1967-1970   | Nomeado Bispo auxiliar de Tagbilaran |